# Andreas Feichtinger (Fußballspieler)
Andreas „Andi“ Feichtinger (* 10. November 1978 in Ried im Innkreis) ist ein österreichischer Fußballspieler, der unter anderem auch als -trainer tätig ist.
Seine jüngeren Brüder Josef (* 1981) und Martin (* 1983) hatten ebenfalls lange Karrieren in der Regionalliga und hatten, wie der ältere Bruder, ebenso den Sprung in den Profifußball geschafft.

## Spielerkarriere

### Karrierebeginn in Oberösterreich
Andreas Feichtinger wurde am 10. November 1978 in Ried im Innkreis geboren, wuchs in der kleinen oberösterreichischen Gemeinde Eitzing auf und begann seine Vereinskarriere im Jahr 1986 in der Nachbargemeinde bei der Union Senftenbach. Für diese kam er in den 1990er Jahren auch in der Herrenmannschaft zum Einsatz und musste dabei bereits in jungen Jahren als Libero relativ viel Verantwortung übernehmen. Nachdem er 1997 zur zweiten Mannschaft der SV Ried gewechselt war, debütierte er drei Jahre später in der ersten Mannschaft der SV Ried, als er am 29. Juli 2000 bei einer 2:4-Auswärtsniederlage gegen den SK Sturm Graz in der 83. Spielminute für Routinier Oliver Glasner auf den Rasen kam. Während er unter Helmut L. Kronjäger noch kaum Berücksichtigung fand, setzte ihn dessen Nachfolger Alfred Tatar ab der Spielzeit 2001/02 des Öfteren auch über die vollen 90 Minuten ein. Hinzu kam in dieser Saison auch Feichtingers einziger Einsatz in einem internationalen Pflichtspiel, als er am 16. Juni 2001 bei der 0:1-Hinspielniederlage gegen WIT Georgia Tiflis in der ersten Runde des UI-Cups 2001 eingesetzt wurde. Aufgrund der Auswärtstorregel reichte der 2:1-Sieg der Rieder im Rückspiel am Ende nicht für ein Weiterkommen im Turnier. Seine Bilanz von 22 Meisterschaftseinsätzen 2001/02 verbesserte der gebürtige Rieder 2002/03, als er es unter Tatars Nachfolger Gerhard Schweitzer, unter dem er bereits in der zweiten Mannschaft gespielt hatte und den Feichtinger auch noch Jahre später als einen der prägendsten Übungsleiter in seiner Karriere bezeichnete, in 24 Pflichtspielen in der höchsten Fußballliga des Landes eingesetzt wurde. Im Laufe der Saison hatte er mit dem damaligen deutschen Zweitligisten Wacker Burghausen verhandelt, war aber auch mit der Rieder Vereinsführung betreffend Gehaltsforderungen und der Forderung nach einem Dienstwagen aneinandergeraten.
Nachdem er kurz davor noch dem Ligakonkurrenten SW Bregenz angeboten worden und sein Vertrag mit Saisonende nicht mehr verlängert worden war, wechselte Feichtinger im Sommer 2003 zum SC Schwanenstadt in die drittklassige Regionalliga Mitte, in der er rasch zu einem Stammspieler avancierte. Kurz vor seinem Wechsel nach Schwanenstadt wurde über einen Wechsel zum Regionalliga-Ost-Klub FC Waidhofen/Ybbs berichtet, der am Ende jedoch nicht zustande kam. Zusammen mit ihm wechselte auch sein rund drei Jahre jüngerer Bruder Josef nach Schwanenstadt; dieser hatte bis zu diesem Zeitpunkt in der zweiten Mannschaft der Rieder gespielt. In der Winterpause der Saison 2003/04 wurde Andreas Feichtinger auf Leihbasis bis zum Saisonende an den Zweitligisten FC Lustenau 07 abgegeben. Hier wurde er unter Heinz Fuchsbichler, der ihn auch nach Vorarlberg gelotst hatte, ebenfalls als Stammkraft in der Defensive eingesetzt und brachte es auf 13 Meisterschaftseinsätze. Der Klub rangierte am Saisonende auf dem neunten Meisterschaftsplatz und musste in die Relegation gegen den SCR Altach. Feichtinger kam in beiden Partien über die volle Spieldauer zum Einsatz; Altach schaffte den Aufstieg in den Profifußball, während Lustenau den Weg in die Drittklassigkeit antreten musste. In ebendieser, jedoch in einer anderen Staffel, trat Feichtinger daraufhin als Abwehrchef bei den Schwanenstädtern in Erscheinung, kam 2004/05 auf 28 Ligaeinsätze und schaffte mit dem Team, das bereits seit der sechsten Meisterschaftsrunde die Tabelle anführte, den Aufstieg in die zweithöchste Fußballliga Österreichs. In der ersten Profisaison der Vereinsgeschichte, die Schwanenstadt lediglich auf dem neunten Tabellenplatz beendete, kam Kapitän Feichtinger bei 28 Meisterschaftseinsätzen dreimal zum Torerfolg und trat zweimal als Assistgeber in Erscheinung. Nach dem Abgang von Andrzej Lesiak im Sommer 2005 war er unter dessen Nachfolger Andreas Heraf noch als Stammkraft zum Einsatz gekommen, stand jedoch unter dessen Nachfolger, dem Steirer Mario Posch, der in der Winterpause und bis zum Saisonende das Traineramt übernommen hatte, nicht immer im Kader der Schwanenstädter.

### Mit 27 Jahren ins Ländle und Rückkehr nach OÖ
Nachdem Heinz Fuchsbichler im Sommer 2005 das Traineramt beim SC Austria Lustenau übernommen hatte, holte er ein Jahr später seinen einstigen Spieler auch zum zweiten Lustenauer Verein. Danach startete Feichtinger als Stammspieler in die Saison, war nach zwei Spielen leicht angeschlagen und musste kurzzeitig verletzungsbedingt pausieren, verpasste dabei jedoch nur zwei Spiele und avancierte schon bald wieder zur Stammkraft. Bis zur Winterpause hatte es der Oberösterreicher auf 14 Meisterschaftseinsätze gebracht und befand sich mit dem Lustenauer Traditionsverein zu diesem Zeitpunkt auf dem sechsten Tabellenplatz. Zusammen mit Didi Berchtold, der kurz davor ebenfalls für die SV Ried gespielt hatte, wurde Feichtinger noch in der Winterpause ablösefrei freigestellt. Während Berchtolds Vertrag einvernehmlich aufgelöst worden war, blieb Feichtinger noch kurze Zeit in Vorarlberg und wechselte noch vor dem Frühjahrsdurchgang zum 1. FC Vöcklabruck in die Regionalliga Mitte, nachdem er kurz zuvor noch mit dem bereits angeschlagenen FC Admira Wacker Mödling in Verbindung gebracht worden war. Feichtinger galt zu dieser Zeit als einer der Wunschspieler von General Manager Hubert Baumgartner und war bereits zu Vertragsverhandlungen in die Südstadt gereist. Am Ende scheiterte es unter anderem in den Verhandlungen mit dem windigen iranisch-kanadischen Präsidenten der Admira, Majid Pishyar. In der Saison 2006/07 schaffte er es mit den Hausruckviertlern auf den fünften Tabellenplatz; er selbst hatte dabei 13 Meisterschaftsspiele absolviert und war ohne Torerfolg geblieben.
Nachdem er in der Sommerpause vor der Spielzeit 2007/08 von Stefan Reiter, dem Manager und sportlichen Leiter der SV Ried, mit dessen Klub in Verbindung gebracht worden war, hielt Feichtinger jedoch weiterhin den Vöcklabruckern die Treue und verlängerte bis zum Sommer 2009. Unter der Führung von Frenkie Schinkels entwickelte sich der für seine robuste Spielweise bekannte Feichtinger zu einem torgefährlichen Offensivspieler und wurde mit dem Verein, der es in den vergangenen Jahren von der Bezirksliga bis in die Regionalliga geschafft hatte, Herbstmeister 2007/08. Nachdem Schinkels den Klub in der Winterpause in Richtung SK Austria Kärnten verlassen hatte, absolvierte der 1,80 m große Feichtinger, der auch als Mannschaftskapitän fungierte, unter seinem einstigen Mannschaftskollegen bei der SV Ried, Andrzej Lesiak, der zuletzt den TSV Hartberg trainiert hatte, die restliche Meisterschaft. Vier Runden vor Saisonende war es Feichtinger, der beim Heimspiel gegen die Amateure des SK Sturm Graz in der 86. Spielminute per Kopf zum 4:3-Endstand traf und damit den vorzeitigen Meistertitel des 1. FC Vöcklabruck fixierte. Am Ende der Saison war er neben Markus Hermes, der es auf dieselbe Anzahl an Toren gebracht hatte, mit elf Treffern der mannschaftsinterne Torschützenkönig der Oberösterreicher. Auf den Erfolg in der Regionalliga folgte in der Saison 2008/09 in der zweitklassigen Ersten Liga nicht nur der sportliche Niedergang, auch interne Unstimmigkeiten und finanzielle Probleme trugen zum raschen Untergang des Vereins, so kurz nach dem Aufstieg in den Profibetrieb, bei. Die spielerisch unterlegene Mannschaft konnte kaum Punkte einfahren, Feichtinger selbst hatte ebenfalls Probleme sich durchzusetzen und musste bereits im Oktober eine Gelbsperre hinnehmen, nachdem er davor fünf Mal Gelb gesehen hatte. Bis zur Winterpause war er noch Stammspieler der Mannschaft und hatte als solcher zwei Torvorlagen für seine Teamkameraden beigesteuert, wurde jedoch nach dem Trainerwechsel, als Dejan Stanković das Traineramt bekleidete, kaum mehr berücksichtigt. Im Frühjahr 2009, das gleichzeitig das letzte in der Vereinsgeschichte des 1. FC Vöcklabruck war, absolvierte der zweikampferprobte Mittelfeldakteur lediglich zwei Meisterschaftsspiele und gehörte die restliche Zeit gar nicht zum offiziellen Kader bzw. war Teil der zweiten Mannschaft mit Spielbetrieb in der sechstklassigen Bezirksliga Süd, in der er es auf fünf Ligaeinsätze brachte.

### Nach Vereinsauflösung → Wechsel zum FC Wels
Mittlerweile 30-jährig wechselte Feichtinger im Sommer 2009 in die Regionalliga Mitte zum FC Wels, bei dem zu dieser Zeit auch seine beiden jüngeren Brüder Josef und Martin spielten. Vom einstigen Nationalspieler Harald Gschnaidtner und dessen Nachfolger Gerhard Stöffelbauer wurde er als Stammkraft eingesetzt, brachte es bei 25 Ligaeinsätzen auf zwei Treffer, stach aber auch durch die hohe Anzahl an erhaltenen Gelben Karten hervor. Zusammen hatte es das Brüder-Trio auf etwa ein Drittel aller Gelben Karten des FC Wels in dieser Saison gebracht. Mit zehn Gelben Karten hatte Andreas Feichtinger die zweithöchste Anzahl im Kader; nur Stürmer Robert Lenz hatte mehr. Nachdem das Team bereits zur Winterpause auf den hinteren Tabellenplätzen verkehrte, schafften es die Welser bis zum Ende der Meisterschaft nicht sich von den hinteren Plätzen zu lösen und erreichten mit Rang 13 nur knapp den Klassenerhalt. Ein fast identisches Bild gab Feichtinger mit dem Welsern auch 2010/11 ab. Die Mannschaft verbrachte den überwiegenden Teil der Meisterschaft auf den hinteren Tabellenrängen, beendete die Saison auf dem 13. Platz und entkam damit abermals nur knapp dem Abstieg. Unter Yahya Genc, der die Mannschaft in der Sommerpause als Trainer übernommen hatte, brachte es der gebürtige Rieder auf 28 Einsätze in der Meisterschaft, in denen er drei Tore erzielte und in denen er abermals auf zehn Gelbe und eine Gelb-Rote Karte kam.
Nach der vorzeitigen Entlassung von Genc und der interimistischen Trainertätigkeit des bisherigen Co-Trainers Helmut Kröger im April 2011 beendete Feichtinger die Saison unter Reinhard Burits. Erst unter Burits war Feichtinger ins offensive Mittelfeld vorgerückt, nachdem er bis dahin vorwiegend in der Defensive der Welser zum Einsatz gekommen war. Auf dieser Position war er davor unter anderem auch bereits unter seinem einstigen Teamkameraden Andrzej Lesiak, den Feichtinger ebenfalls als einen der prägendsten Übungsleiter in seiner Karriere bezeichnete, in Vöcklabruck zum Einsatz gekommen. Generell hatte er im Laufe seiner Karriere bereits auf den meisten Positionen einmal gespielt. Wie schon des Öfteren bei seinen vorherigen Stationen trat Feichtinger auch bei Wels zeitweise als Kapitän in Erscheinung. Die Spielzeit 2011/12 absolvierte Feichtinger wieder als defensiver Mittelfeldspieler und kam als solcher in 28 Regionalligapartien zum Einsatz, in denen er einen Treffer beisteuerte und es über die gesamte Saison hinweg auf zwölf Gelbe, sowie zwei Gelb-Rote Karten brachte, wodurch er oftmals gesperrt war. Am Saisonende reichte ein 13. Platz für die Welser nicht aus. Da es aufgrund des Lizenzentzuges des LASK zwei Absteiger aus der zweiten Liga gab, musste auch ein Verein mehr aus der Regionalliga Mitte absteigen.

### Über Stadl-Paura und Bad Schallerbach zurück in die Heimat
Nach drei Spielzeiten in Wels verließ der Kapitän daraufhin im Sommer 2012 den Klub und wechselte in die fünfte Liga (Landesliga West) zum ATSV Stadl-Paura, wo er unter Albert Kabashi auf Anhieb Kapitän wurde. Auch nach dessen Ablöse durch Christian Mayrleb Ende Oktober 2012 behielt Feichtinger diese Position bei. Unter dem einstigen Nationalspieler startete auch Stadt-Pauras kurzer Erfolgslauf. Nach einem vierten Platz 2012/13, als Feichtinger in 22 Ligaspielen viermal traf, schaffte es Stadl-Paura in der Saison 2013/14 mit nur einer Niederlage aus 26 Meisterschaftsspielen als überlegener Meister in die viertklassige OÖ Liga. Routinier Feichtinger, der wieder vermehrt offensiv agierte, hatte dabei sechs Treffer bei 23 Ligaeinsätzen beigesteuert. Im oberösterreichischen Fußballpokal dieser Saison schied er mit der Mannschaft auch erst im Halbfinale gegen den SV Grün-Weiß Micheldorf aus. Nach 30 Runden, von denen Feichtinger in 27 zum Einsatz gekommen war und dabei vier Tore erzielt hatte, schaffte der Klub aus dem Hausruck- und Traunviertel 2014/15 den direkten Aufstieg in die Regionalliga Mitte – am Ende hatte Stadl-Paura zwölf Punkte Vorsprung auf den nächsten Verfolger, den SV Grieskirchen. Des Weiteren schaffte er es mit dem Team in dieser Saison bis ins Finale des oberösterreichischen Landespokals, in dem sich am Ende der FC Wels mit 3:1 gegen Stadl-Paura durchsetzen konnte. In der Winterpause hatte Stadl-Paura bereits den OÖ Hallencup gewonnen.
Noch bevor Stadl-Paura in die Regionalliga Mitte starten konnte, verließ Feichtinger in der Sommerpause den Klub in Richtung eines Ligakonkurrenten in der OÖ Liga, den SV Bad Schallerbach. In der Viertklassigkeit brachte es der mittlerweile 36- bzw. 37-jährige Routinier als Stammspieler auf 27 Meisterschaftseinsätze und zwei -tore und schaffte mit dem Team in der teils recht dicht gestaffelten Endtabelle nur knapp den Klassenerhalt. Im Sommer 2016 kehrte Feichtinger wieder an seine alte Wirkungsstätte, zu seinem ehemaligen Ausbildungsverein, die Union Senftenbach, zurück. In der kleinen Innviertler Gemeinde avancierte der eigentliche Defensivmann zu einem Goalgetter und hatte mit seinen zehn Toren aus 23 Einsätzen erheblichen Anteil am zweiten Platz, den die Senftenbacher im Endklassement der Siebentklassigkeit belegten. In der anschließenden Relegation gegen den WSV-ATSV Ranshofen scheiterte er mit seiner Mannschaft jedoch deutlich mit einem Gesamtergebnis von 0:6 aus Hin- und Rückspiel. Anders stellte sich die nachfolgende Saison 2017/18 dar, in der es die Union Senftenbach souverän auf den ersten Tabellenplatz schaffte und damit den direkten Aufstieg in die Bezirksliga West fixieren konnte. Feichtinger selbst war dabei abermals in 23 Ligapartien im Einsatz und kam auf eine Bilanz von zehn Toren. Nachdem im Sommer 2018 sein jüngerer Bruder Martin als Spielertrainer engagiert worden war, trat das Brüderpaar ab der Saison 2018/19 des Öfteren wieder Seite an Seite in Erscheinung. Mit einem Punkt Rückstand auf den Zweiten, die Union Peuerbach, scheiterte er in weiterer Folge mit dem Klub nur knapp an der Teilnahme an der Relegation um den Aufstieg in die Landesliga West. Auf acht Tore bei 23 Bezirksligaeinsätzen brachte es der ältere Feichtinger-Bruder in der Spielzeit 2018/19, die gleichzeitig auch seine letzte bei der Union Senftenbach sein sollte.
Im Sommer 2019 schloss er sich dem SV Neumarkt/Pötting aus der Bezirksliga West an und kam bis zum Spielabbruch aufgrund der COVID-19-Pandemie im März 2020 auf 13 Meisterschaftseinsätze und drei -tore. Zur selben Zeit wurde bekannt, dass Feichtinger ab dem Sommer als neuer Spielertrainer des Klubs aus Neumarkt im Hausruckkreis und Pötting tätig sein wird. Im August 2020 startete Spielertrainer und Abwehrchef Feichtinger mit dem Verein in die neue Saison, die in der Winterpause ebenfalls abgebrochen wurde. Erst 2020/21 konnte der Defensivakteur, der in dieser Saison 43 Jahre alt wurde, seine erste volle Saison seit zwei Jahren spielen. Bei 23 Einsätzen in der Liga gelangen ihm fünf Tore; mit dem SV Neumarkt/Pötting beendete er die Spielzeit auf Rang 4. 2022/23 absolviert er die vierte Spielzeit im Klub, kam dabei auf 21 Meisterschaftseinsätze und vier -tore und beendete die Saison mit Neumarkt/Pötting auf dem dritten Platz der Bezirksliga West – nur drei Punkte hinter Vizemeister Union SGS Dorf a. d. Pram und neun Punkten hinter Meister FC Munderfing. Auf 20 Saisonspiele und zwei -treffer brachte es Feichtinger in der nachfolgenden Spielzeit 2023/24, in der er mit der Mannschaft im Endklassement Rang 4 erreichte. Zur Saison 2024/25 begann er seine mittlerweile sechs Spielzeit für den SV Neumarkt/Pötting (Stand: September 2024).

## Trainerkarriere
Nachdem Feichtinger in der Saison 2007/08 den Nachwuchsbetreuerlehrgang absolviert hatte, fungierte er während seiner Zeit in Vöcklabruck kurzzeitig auch als Nachwuchstrainer bei seinem ehemaligen Ausbildungsverein, der Union Senftenbach. Im Jahr 2010 folgten weitere Trainerlehrgänge beim Landesverband, gefolgt von der UEFA-B-Lizenz im Jahr 2012. Kurz nachdem er im Sommer 2015 Jugendtrainer beim USV Neuhofen im Innkreis geworden war, erhielt Feichtinger nach Absolvierung sämtlicher Kurse die UEFA-A-Lizenz. Auf die Station als Jugendtrainer in Neuhofen im Innkreis folgte im Sommer 2017 seine erste Trainerstation im Erwachsenenfußball, als er für rund sechs Wochen Trainer des Fünftligisten SC Schwanenstadt 08, des Nachfolgevereins des damaligen SC Schwanenstadt, war. Das Engagement wurde, nachdem die Mannschaft laut Angaben der Vereinsführung bereits schwach in die Landesliga West gestartet war, nach einer 2:3-Niederlage gegen den SV Windischgarten im oberösterreichischen Fußballcup, nach nur einem Liga- und drei OÖ-Pokaleinsätzen, beendet.

## Erfolge
mit dem SC Schwanenstadt
- Meister der Regionalliga Mitte: 2004/05

mit dem 1. FC Vöcklabruck
- Meister der Regionalliga Mitte: 2007/08

mit dem ATSV Stadl-Paura
- Meister der Landesliga West: 2013/14
- Meister der OÖ Liga: 2014/15
- Finalist des Oberösterreichischen Fußballpokals: 2014/15
- Sieger des OÖ Hallencup: 2015

mit der Union Senftenbach
- Vizemeister der 1. Klasse Südwest: 2016/17
- Meister der 1. Klasse Südwest: 2017/18

## Karriere abseits des Fußballs
Andreas Feichtinger entstammt einer Fleischhauer-Familie. Sein Großvater und sein Onkel waren jahrzehntelang Geschäftsführer einer großen Fleischerei, die sich heute (Stand: 2022) als Johann Feichtinger, Fleisch- und Wurstspezialitäten Ges.m.b.H. & Co. KG noch immer im Familienbesitz befindet und über fünf Filialen in Schärding und Ried im Innkreis, sowie rund 50 Mitarbeiter verfügt. Josef Feichtinger senior, der Vater von Andreas Feichtinger, war ebenfalls jahrzehntelang als Fleischhauer tätig und begann im Jahr 2002 als Einzelunternehmen mit der Produktion des von ihm vertriebenen Original Feichti´s Bauernspeck in einer zur Selchkammer umfunktionierten Garage in Eitzing. In den späteren Jahren wurde die Produktion unter anderem auch auf den Familienbetrieb in Schärding ausgeweitet. Die Mutter führte zu dieser Zeit das Nah-&-Frisch-Geschäft in Eitzing, in der die Produkte des Familienunternehmens ebenfalls vertrieben wurden.
Nur wenige Monate nachdem sein jüngerer Bruder Martin das Spar-Geschäft in der Ortschaft Altenhof am Hausruck in der Gemeinde Gaspoltshofen übernommen hatte, übernahmen Josef und Andreas Feichtinger, die zu dieser Zeit gerade zusammen beim FC Wels in der Regionalliga Mitte spielten, den ebenfalls in Gaspoltshofen beheimateten EU-Schlachthof Humer. In diesem Jahr stieg Andreas Feichtinger auch in das Unternehmen seines Vaters, das im Jahr 2015 um eine Halle für die Speckproduktion erweitert wurde, ein.
Während der jüngere Bruder nur wenige Jahre den Supermarkt führte und dann eine Ausbildung zum Bankangestellten begann, ist Andreas Feichtinger heute (Stand: 2022) noch immer auf Vollzeitbasis im Familienunternehmen tätig.
Während seiner aktiven Zeit war Feichtinger auch als Manager seiner jüngeren Brüder tätig.